# Mungiki
A seita dos Mungiki é uma organização étnica banida do Quênia. O nome significa "um povo unido" ou "multidão" na língua Kikuyu. Foi proibida em 2002 e alega ter mais de um milhão de membros. Os Mungiki promovem a circuncisão feminina e são acusados de ter degolado mais de uma dezena de pessoas na capital e outras partes do Quênia nos últimos três anos.
A seita dos Mungiki seria formada por militantes do maior grupo étnico do Quênia, os Kikuyu.